# Aeroportul São Gabriel da Cachoeira
Aeroportul São Gabriel da Cachoeira (IATA: SJL, ICAO: SBUA) este un aeroport din São Gabriel da Cachoeira, Amazonas, Brazilia ce deservește zona São Gabriel da Cachoeira. Aeroportul a fost tranzitat în 2022 de 20.000 de pasageri. A fost numit după zona deservită.
Situat la o altitudine de 76 m, aeroportul dispune de 1 pistă.

## Infrastructură

### Piste
Aeroportul dispune de o singură pistă. Pista 5/23 are suprafața de asfalt și dimensiunile 2.600 m × 45 m. 